# Yuto Hiratsuka
Yuto Hiratsuka (平塚 悠知 Hiratsuka Yuto?), född 13 april 1996 i Hokkaido prefektur, är en japansk fotbollsspelare.
Hiratsuka började sin karriär 2019 i Mito HollyHock.